# 吉大港環狀鐵路
吉大港環狀鐵路，或稱吉大港地鐵，是孟加拉国吉大港市的一條通勤铁路系統，用以方便通勤者和改善市內交通擁擠的狀況。項目於2013年2月竣工，同年5月開始營運。鐵路使用由中國採購的高速柴聯車通勤列車營運。